# Titi (rodzaj)
Titi (Callicebus) – rodzaj ssaków naczelnych z podrodziny titi (Callicebinae) w obrębie rodziny sakowatych (Pitheciidae).

## Rozmieszczenie geograficzne
Rodzaj obejmuje gatunki występujące endemicznie w Brazylii.

## Morfologia
Długość ciała (bez ogona) 30–42 cm, długość ogona 39,5–56 cm; masa ciała 1000–1650 g.

## Systematyka
Rodzaj zdefiniował w 1903 roku angielski zoolog Oldfield Thomas w artykule poświęconym notatkom na temat małp, nietoperzy, drapieżników i gryzoni Ameryki Południowej, wraz z opisami nowych gatunków, opublikowanym w czasopiśmie The Annals and magazine of natural history. Gatunkiem typowym jest (oznaczenie oryginalne) titi maskowy (C. personatus).

### Etymologia
Callicebus: gr. καλλος kallos ‘piękno’, od καλος kalos ‘piękny’; κηβος kēbos ‘długoogoniasta małpa’.

### Podział systematyczny
Do rodzaju należą następujące gatunki:
| Grafika | Gatunek                   | Autor i rok opisu                 | Nazwa zwyczajowa  | Podgatunki         | Rozmieszczenie geograficzne | Podstawowe wymiary                         | Status IUCN |
| ------- | ------------------------- | --------------------------------- | ----------------- | ------------------ | --- | ------------------------------------------ | ----------- |
|         | Callicebus personatus     | (É. Geoffroy Saint-Hilaire, 1812) | titi maskowy      | gatunek monotypowy | Espírito Santo, wschodnie Minas Gerais i północne Rio de Janeiro, częściowo ograniczony na północy rzeką Jequitinhonha; granice zasięgu niejasne; zakres wysokości: 0–1000 m n.p.m.               | DC: 31–42 cm DO: 42–56 cm MC: 1–1,6 kg     | VU          |
|         | Callicebus coimbrai       | (Kobayashi & Langguth, 1999)      | titi atlantycki   | gatunek monotypowy | Sergipe (na południe od rzeki São Francisco) i północno-wschodnia Bahia (na północ od rzeki Paraguaçu), na zachód do przejścia między Mata Atlântica a caatinga; zakres wysokości: 0–300 m n.p.m. | DC: 35–36 cm DO: 45–48 cm MC: 1–1,3 kg     | EN          |
|         | Callicebus barbarabrownae | (Hershkovitz, 1990)               | titi jasnowłosy   | gatunek monotypowy | północno-środkowa Bahia i zachodnia Sergipe (caatinga na południe od rzeki São Francisco, na północ od rzeki Paraguaçu); zakres wysokości: 240–900 m n.p.m.                                       | DC: 33–36 cm DO: 39–43 cm MC: 1–1,3 kg     | CR          |
|         | Callicebus nigrifrons     | (Spix, 1823)                      | titi czarnoczelny | gatunek monotypowy | rzeki Parana/Parnaíba na wschód do Serra da Mantiqueira i Serra do Espinhaço, na północ do górnego biegu rzeki São Francisco, na południe do rzeki Tietê; zakres wysokości: 0–1000 m n.p.m.       | DC: 30–39 cm DO: 45–50 cm MC: 1–1,6 kg     | NT          |
|         | Callicebus melanochir     | (Wied-Neuwied, 1820)              | titi czarnoręki   | gatunek monotypowy | wschodnia Bahia i północne Espírito Santo (Mata Atlântica od rzeki Paraguaçu na południe do rzeki Mucuri, na zachód do przejścia z caatingą); zakres wysokości: 0–300 m n.p.m.                    | DC: 33–37 cm DO: 39–51 cm MC: około 1,4 kg | VU          |

Kategorie IUCN:  NT  – gatunek bliski zagrożenia,  VU  – gatunek narażony,  EN  – gatunek zagrożony,  CR  – gatunek krytycznie zagrożony.